# Gletsjer
En gletsjer (af fransk oprindelse via tysk, tidligere stavet gletscher) eller en isbræ (islandsk: (skrið)jökull hvoraf også dansk jøkel, fransk og engelsk glacier, svensk glaciär, norsk: bre, isbre, jøkul eller jøkel) er en større ismasse i bevægelse. Den sne, der falder oven for den højde, som kaldes snelinjen, afsmelter kun delvist, og man kunne forvente, at der på den måde efterhånden måtte ophobes mere og mere sne oven for snelinjen. Dette modvirkes af gletsjerne. Når den evige sne samles til større masser, omdannes den nederste del til is, og denne is vil glide ned ad alle skråninger betinget af trykket fra ismassen samt tyngdekraften. Bevægelsen går meget langsomt, men efterhånden når isen dog ned i så milde egne, at den smelter. Denne nedadglidende is kaldes en gletsjer. Gletsjerne danner afløb for de store, vedvarende snemasser, og der er altså en vis ligevægtstilstand mellem den faldende sne, som øger mængden af vedvarende snedække, og de gletsjere, som formindsker den. Klimaændringer kan forrykke denne ligevægtstilstand, og derfor er gletsjere vigtige indikatorer for klimaændringer, herunder den nutidige globale opvarmning.

## Oprindelse
Sne og is er vand i fast form og indgår i vandets kredsløb. Sne er en form for nedbør. Hvor det årlige snefald er så stort, at sneen ikke når at smelte væk i løbet af sommeren, vil noget af sneen blive liggende. Grænsen for de områder, hvor sneen bliver liggende, og hvor den smelter væk, kaldes snelinjen. Grænsen er dog ikke helt skarp, men har en vis bredde beroende på landskabets form og mikroklima.
Nyfalden sne er let og luftig, med en massefylde på 50-70 kg/m3. Når sneen har ligget en tid, vil den synke sammen af sig selv og blive tættere og tungere, også selv om det ikke bliver tøvejr. Samtidig forandrer den udseende, idet den lidt efter lidt går over til at være sammensat af små iskrystaller, der kan være af størrelse som et knappenålshoved eller så. Sne, der har ligget i mere end et år uden at smelte, kaldes firn og kendetegnes ved, at sneen har været igennem en vis omkrystallisering, idet de større iskrystaller vil vokse. Firnen er derfor grovere end nyfalden sne, og samtidig vil kanterne blive brækket af således, at snekorn i firn har en mere afrundet form. Firns massefylde ligger omkring 400 kg/m3.
Hvis sneen ikke smelter væk men bliver liggende, dannes et vedvarende snedække, som vil vokse som følge af nye snefald (pålejring) oven på den ældre sne, som derved presses yderligere sammen. Denne sammenpressede sne kaldes firn, og grænsen for hvor denne proces finder sted, kaldes firnlinjen. I takt med, at sneen hober sig op og presses sammen, vil vægten af og trykket fra den overliggende sne bevirke, at de isolerede krystaller et stykke nede i snemassen efterhånden forvandles til en fast ismasse. Mens sneen i nyfalden form er luftig, vil sammenpresningen af de dybere del bevirke, at en del af luften ikke længere kan slippe væk men bliver lukket inde i isen som luftbobler. Selv om der kan indtræde mindre perioder med tøvejr, vil disse perioder kun bidrage til at fremme processen.
Når mængden af ophobet og omdannet sne og is er blevet tilstrækkelig stor, vil den som følge af tyngdekraften og sin egen vægt og under hensyn til terrænet begynde at bevæge sig. Når det indtræffer, taler man om en gletsjer. Isen fra de højere liggende områder vil glide nedover. I denne bevægelse vil den tage hensyn til terrænets udformning og følge lavninger på samme måde, som rindende vand følger de laveste områder i jordens overflade. Det betyder, at hvis der findes dalstrøg og lavninger længere nede, vil disse blive fyldt med is i form af gletsjere, der undertiden nærmest kan fremtræde som store meget langsomt flydende isfloder og ligge i bugtninger endog adskillige km frem gennem dem. En medvirkende grund hertil er, at gletsjerisen vil være bedre til at tilbagekaste sollyset og derfor også være mere modstandsdygtig mod opvarmning og afsmeltning af isen end omgivelserne.
Mens bræerne på Antarktis er omkring 30 millioner år gamle, er bræer i bjergene yngre. De fleste stammer fra den sidste istidsperiode, der begyndte for omkring 2,5 millioner år siden, eller fra sidste istid, som begyndte for omkring 100.000 år siden og først tog slut for omkring 12.000 år siden. Nogle er kommet til så nylig som i den lille istid, dvs. mellem 1350 og 1850, hvor gletsjerne i Schweiz voksede så kraftigt, at landsbyer måtte fraflyttes. Men efter 1850 har gletsjerne trukket sig tilbage over hele kloden, med enkelte variationer fra år til år. Der er dog store lokale variationer; fx har Folgefonna i Norge skiftevis krympet og vokset betydeligt sytten gange de sidste 5.000 år. Nedsmeltningen af Folgefonna var pr 2016 langt mindre end under den betydelige tøning i tyveårsperioden 1935-55.

## Materialehusholdning
En gletsjer kan siges at bestå af to dele: i den ene (øvre) del sker der en nettopålejring af ismateriale, i den anden (nedre) del sker der en nettoafståelse af ismateriale. Den indbyrdes skillelinje mellem disse to områder kaldes som nævnt firnlinjen.
Forøgelse af ismængden kan ske ved:
1. snefald og rimfrost,
2. dannelse af tilført is, opstået ved frysning af regn og slud eller ved genfrysning af smeltevand og vandvædet sne,
3. ved snetilførsel fra sneskred og laviner,
4. ved tilførsel af fygesne.

Tab af is kan ske ved:
1. sne- og issmeltning,
2. sublimering af is og sne,
3. afbræk af isfjelde fra isfronten (såkaldt kælvning),
4. vindslid,
5. smeltevandsafstrømning,
6. nedslidning på grund af friktion mod undergrunden og jordvarme,
7. afsmeltning fra undersiden af gletsjeren,
8. tab ved sneskred og islaviner.

Fordelingen af tilvækst- og tabsprocesser er som omtalt ikke ens i hele en gletsjers udstrækning, og medvirkende til at holde en snetunge i indre ligevægt er de bevægelser, der sker i den.

## Gletsjerens bevægelse
Årsagen til glidningsbevægelsen i gletsjerisen er, at iskrystallerne orienteres således, at iskrystallernes akse bliver parallel, og at det dermed bliver muligt for iskrystallerne at glide hen over hinanden. Men skelner i denne sammenhæng mellem to former for glidning:
1. isen kan glide som en samlet blok, og
2. isen kan glide plastisk, det vil sige, at de forskellige lag i isen glider med uens hastighed.[9]

Mens blokglidning forekommer i arktiske områder, vil plastisk flydning være det almindelige i alpine områder.
Årsagen til isbevægelsen i en gletsjer er såkaldt plastisk deformation, hvorved der sker:
1. deformation af de enkelte iskrystaller,
2. omkrystallisering, overvejende ved at større iskrystaller vokser på bekostning af mindre iskrystaller,
3. iskrystallernes glidning i forhold til hinanden.

Forholdet mellem den plastiske deformation og ismassens glidning hen over undergrunden afhænger dels af gletsjerbundens form, dels af temperaturen. I kolde gletsjere vil gletsjerbunden være frosset fast til undergrunden. I tempererede gletsjere vil bundtemperaturen derimod være nær tryk-smeltepunktet, og glidning bliver mulig. Gletsjerbevægelsen er størst om vinteren i de områder, hvor pålejring sker, mens bevægelsen i den nedre del af gletsjertungen er størst om sommeren, sandsynligvis på grund af nedsivende smeltevand.
Gletsjere bevæger sig som regel ikke ens i deres længde- og tværprofil. Undersøgelser viser, at i en normal gletsjer vil i tværprofil isbevægelsens hastighed vokse fra gletsjersiden ind mod gletsjermidten, og fra bunden af gletsjeren (hvor isen kan være nærmest helt stillestående) op mod toppen. Undersøgelser har vist, at isen i midten af gletsjeren vil bevæge sig 5-10 gange hurtigere end i gletsjerens randområder. Ligeledes har en undersøgelse af South Crillon-gletsjeren i Alaska vist, at hastigheden er omtrent 4 gange større om dagen end om natten. I længdesnittet vil hastigheden ofte være størst i de øvre dele, hvor der sker pålejring af sne, og hastigheden vil aftage frem mod gletsjers front eller forende i den del, hvor der sker en nettoafsmeltning af is. I visse gletsjere, således Jakobshavn Isbræ og Rink Gletsjer på Grønland, er der derimod tale om en ens bevægelse i hele istungens tværprofil.
Gletsjere kan bevæge sig med vidt forskellig hastighed. Den største hastighed, man har iagttaget, var hos en grønlandsk gletsjer, som i august 1886 bevægede sig 37,8 m på et døgn (Upernaviks gletsjer). Jakobshavn Isbræ bevæger sig med en hastighed på over 20 m i døgnet. Middelhastigheden af Schweiz' større gletsjere opgives til 40—100 m om året. De laplandske gletsjere bevæger sig 10-40 m om året.
Isens bevægelse udtrykkes ved Glens flydelov: {\displaystyle \Sigma \,} = k {\displaystyle \tau \,}n, hvor:
{\displaystyle \Sigma \,} er deformationshastigheden,
{\displaystyle \tau \,} er den spænding, der bevirker deformationen, og
k og n er konstanter. Konstanten n afhænger af isens renhed og ligger mellem 1,5 og 3,9 (gennemsnit 2,5), mens k er en konstant afhængig af temperaturen, der aftager hastigt jo koldere, det er: ved 0 °C er k = 0,17, ved −13 °C er k = 0,0017. Som man vil forstå, indebærer dette, at jo koldere isen er, desto langsommere deformeres den.
Hvis isen flyder hurtigere på visse strækninger end andre, vil det bevirke dels en formindsket lagtykkelse, dels dannelsen af såkaldte gletsjerspalter, der som regel bliver indtil 35 m dybe. Spalternes forekomst vil til dels bero på undergrundens overflade. I reglen vil gletsjerspalterne efter nogen tid lukke igen på grund af isens bevægelse, men nye spalter vil kunne dannes de samme steder igen. Om vinteren kan gletsjerspalterne blive dækkede af sne i en "snebro" og derved blive usynlige for den, der befinder sig på gletsjeren.

## Størrelsesforandringer
Om sommeren vil tøvejr bevirke, at der dannes en vis mængde smeltevand på gletsjerens overflade. Som følge af, at gletsjeren i kraft af indre spændinger vil danne større og mindre sprækker, vil vandet løbe ned i disse. Derved bliver gletsjeren gennemvædet af smeltevand, og dens temperatur bliver omkring 0 °C helt igennem. Om vinteren vil kulden derimod, på grund af isens ringe varmeledningsevne, ikke trænge ret langt ind i gletsjerens indre. Man kan endda iagttage, at der strømmer vand fra gletsjere selv i den kolde årstid, det vil sige, at der aldrig sker en fuldstændig frysning gennem hele ismassen.
Denne gletsjertype kaldes en tempereret gletsjer. Polare gletsjere eller kolde gletsjere er under frysepunktet - undtagen overfladen om sommeren. Subpolare gletsjere er overgangsformen med lidt af hvert.
Isens egenskaber varierer adskilligt med temperaturen. Ved −50° kan den næppe files; ved −15 °C til −20 °C, altså vel at mærke når ikke alene luften har denne temperatur, men også selve isen er afkølet så lavt, kan man ikke benytte skøjter på glat is; da skøjtejernet angriber isen så lidt, at de glider lige let til siden som i længderetningen. Mellem −10° og 0° lader is sig derimod let skære med kniv, og hen imod 0 °C er den til en vis grad at betegne som blød. Dertil er den sandsynligvis noget bøjelig over for langsomt og vedvarende virkende kræfter, samtidig med at den er ganske sprød over for et pludseligt stød.
De forskellige egenskaber gør, at de øverste 20-30 m af en tempereret gletsjer er sprød is, mens den dybereliggende is på grund af trykket er let plastisk, og kan deformes. Det betyder at sprækker sjældent bliver dybere, og at smeltevand sjældent trænger længere ned.
En anden bemærkelsesværdig egenskab, som is har, når den befinder sig under smeltning, er den såkaldte sammenfrysningsevne (eller regelationen). Det er den evne, at to tøende isstykker, som trykkes mod hinanden, har tendens til at fryse sammen. Sammenfrysningen hænger sammen med isens krystallinske beskaffenhed. Disse egenskaber hos isen kan bidrage til at forklare, hvorledes gletsjere bevæger sig. På grund af gletsjeres store masser er isen i dem indvendig, navnlig i større dybder, under et stærkt tryk, og dette forøger delenes formbarhed. Hertil kommer, at gletsjerisen er fyldt af et utal af små spalter, hvorved den opdeles i småstykker (gletsjerkorn). Disse forskydes under presningen mod hverandre, men fryser tillige på grund af sammenfrysningsevnen altid til på berøringspunkterne, mens nye spalter dannes. Denne indre proces med knusning og genfrysning foregår vedvarende og uafbrudt.
Gletsjerfronten ligger ikke altid på samme sted i dalen. I perioder med større pålejring end afsmeltning, vil fronten rykke frem. I perioder, hvor afsmeltningen er større end pålejringen, vil fronten rykke tilbage. Det betyder, at der som regel sker en svag fremrykning om vinteren og en tilsvarende tilbagerykning om sommeren, men desuden kan der konstateres en længerevarende variation, som skyldes ændringer i jordklodens klima. De fleste gletsjere er gennem de seneste 100-200 år blevet mærkbart mindre.(ref fra intro)

## Materialetransport
Når gletsjere bevæger sig, vil de også påvirke det materiale, der findes under og langs siderne af gletsjeren. Herfra vil jord og sten blive trukket med og båret frem af ismassen. Når gletsjeren rykker frem, vil den presse jord og sten fra underlaget opad og langs gletsjerranden vil jord og sten kunne blive transporteret med, ligesom sten kan falde ned fra dalsiderne. Når dette materiale er blevet lejret ind i gletsjerisen, vil det blive transporteret med, når isen bevæger sig. Når stenene og materialet efterhånden er nået frem til gletsjerfronten, vil det kunne aflejres foran denne og ophobes der i masser; de dannelser, som derved skabes, kaldes moræner, og kan undertiden være temmelig store. Ofte ligger en sådan moræne som en sammenhængende vold af materiale for enden af gletsjeren. Tromøy og Jomfruland på den norske sydkyst er typiske eksempler på en sådan endemoræne. (Denne er fra yngre dryas for 11.500-12.800 år siden.) 
Sten, som føres frem mellem isen og et underliggende fjeld, vil kunne skure mod dette  og derved slibe alle ujævnheder væk. Gletsjeren graver sig stadig dybere ned (gletsjererosion). Undertiden vil sten i gletsjeren skure mod sten og grundfjeld under gletsjeren og skabe furer, de såkaldte skurestriber eller skuringsmærker.
Det må bemærkes, at materialetransporten sker kun i én retning: fremad. Når gletsjerfronten smelter tilbage, vil det materiale, som gletsjeren har transporteret med, aflejres på det sted, det befinder sig på afsmeltningstidspunktet.

## Gletsjeres smeltevand
Som nævnt er en gletsjer aldrig gennemfrossen men vil altid indeholde en vis mængde smeltevand. Dette smeltevand vil gennem revner og sprækker i isen søge nedad mod gletsjerens bund og ofte blive samlet i subglaciale søer og smeltevandsfloder langs bunden af gletsjeren. Herfra vil det strømme videre fremad og nedad til gletsjerfronten, hvor det gennem en såkaldt gletsjerport strømmer ud foran isfronten og breder sig over det foran liggende område, hvor det vil aflejre medbragt materiale som smeltevandsaflejringer.
Kendetegnende ved smeltevandsfloder, som strømmer fra gletsjere, er, at de består af gråt, leret vand, ligesom den er opfyldt af stenstøv, der stammer fra stenenes skuring under isen. I perioder, hvor der kun er lidt vand i gletsjerporten, er det muligt at gå et stykke ind i smeltevandstunnelen og her beundre den prægtige blålige farve, isen viser i gennemfaldende lys.
Gletsjere i reglen er fulde af sprækker og spalter, som udvides ved tøning, og de danner ofte, især i nærheden af gletsjerfronten, hvor optøning vil være mest udtalt, åbne kløfter. Om sommeren vil der dannes issøer og små strømme af smeltevand ovenpå isen. Disse vil som regel efterhånden forsvinde ned i en sprække, hvis sider de har udhulet, så de falder ned som i et cylindrisk rør. Et sådant rør kaldes en gletsjermølle, da vandets buldren deri kan minde om et møllehjuls klapren.
Nedfaldne sten er almindelige på gletsjere, navnlig langs deres sider. Store sten beskytter underlaget mod solstrålerne således, at tøningen sker langsommere end i omgivelsen. Som følge heraf vil sådanne sten komme til at hvile på en sokkel af is og således danne, hvad man kalder et gletsjerbord.

## Gletsjerformer
Glaciologer inddeler gletsjere i en række former:
1. plateaugletsjere er større is- og sneområder, der i reglen sender dalgletsjere ned mod lavlandet. Ex: Grønlands Indlandsis.
2. alpine dalgletsjere er gletsjere, som fra et højere liggende område strækker sig ned i en dal;
3. transsectiongletsjere er gletsjere, der udfylder flere dale på samme tid;
4. cirkusgletsjere er gletsjere, der kun udfylder en niche på en fjeldside;
5. hængende sidegletsjere, også kaldet dalvægsgletsjere, dækker siden af en fjelddal og kan opfattes som en rest fra en tidligere tid, hvor hovedgletsjeren havde en større udbredelse;
6. flydende gletsjertunger er gletsjere med udløb i havet;
7. piedmont-gletsjere er gletsjere, som på deres nedre del breder sig over et lavland.

Foruden de store gletsjere, der skrider langt ned i dalene, træffer man undertiden de såkaldte hængegletsjere, der altid er små, og næsten helt holder sig til sneregionen; de ligger oftest i meget stejlt skrånende render i den øverste dalvæg, og står ikke altid i forbindelse med en firn, men kan få deres materiale ved lavineskred fra højere liggende egne.

## Geografisk fordeling
Forudsætningen for, at gletsjere kan dannes, er, at pålejring af is overvejende overstiger afsmeltning. Denne forudsætning kan opfyldes i to slags områder:
1. i polare områder (både nord og syd), og
2. i højereliggende tempererede områder som fx Alperne og Himalaya, hvor nedbøren er så stor og temperaturen aldrig bliver så høj og varmeperioden så lang, at afsmeltning overstiger pålejring.

De mest markante gletsjere findes i de polare egne, fx Grønlands gletsjere. Undersøgelsen af disse startede allerede i det 19. århundrede og fortsatte gennem hele det 20. århundrede. Lidt specielt bør det nævnes, at Rink har eftervist, hvorledes isbjergene dannes i de såkaldte isfjorde, dvs. fjorde, hvori store gletsjere kælver. Både Spitsbergen og Alaskas gletsjere udviklede sig til turistmål allerede omkring 1. verdenskrig. Islands gletsjere er kendt for de såkaldte jøkelløb: når et vulkanudbrud finder sted under isen, vil en kraftig og pludselig smeltning finde sted, så der opstår voldsomme smeltevandsstrømme, "jøkelløb", som river ismasser, grus og sand med sig som en grød.
Jostedalsbræen i Norge er den største isbræ på det europæiske fastland. I Norge hører ellers Buarbræen i Folgefonna, Nigardsbreen (udløber af Jostedalsbreen) og Bøyumbræen  i Sogn og Fjordane til de mest besøgte gletsjere. Blandt Alpernes gletsjere er den store Aletsch-gletsjer den største, 24 km lang. Meget besøgt har været den temmelig uanselige Grindelwald-gletsjer. Også Kaukasus og Himalaya har anseelige gletsjere.
De volumenmæssigt største gletsjere i Nordeuropa er Vatnajökull, der dækker 8 % af Islands landmasse,  og Austfonna på Svalbard; begge dækker omkring 8.100 km².
Den grønlandske Jakobshavn Isbræ ved Ilulissat tiltrak sig i løbet af 2000'erne international opmærksomhed som symbol på global opvarmning, specielt efter afholdelsen af Konferencen om Det Arktiske Ocean nær gletsjeren i 2008.